# Trzeci rząd Jacka Lyncha
Trzeci rząd Jacka Lyncha – rząd Irlandii funkcjonujący od 5 lipca 1977 do 11 grudnia 1979. Był to gabinet tworzony przez polityków Fianna Fáil (FF). Został zastąpiony przez rząd Charlesa Haugheya.
W wyniku wyborów z czerwca 1977 FF powróciła do władzy, jej lider Jack Lynch utworzył swój trzeci gabinet. Po jego rezygnacji w trakcie 21. kadencji Dáil Éireann 11 grudnia 1979 urząd premiera objął nowy lider partii Charles Haughey.

## Skład rządu
- Taoiseach: Jack Lynch[1]
- Tánaiste, minister finansów oraz minister służb publicznych: George Colley
- Minister zdrowia oraz minister spraw społecznych: Charles Haughey
- Minister rybołówstwa i leśnictwa[2]: Brian Lenihan
- Minister poczt i telegrafów oraz minister turystyki i transportu[3]: Pádraig Faulkner
- Minister rolnictwa: Jim Gibbons
- Minister przemysłu, handlu i energii[4]: Desmond O’Malley
- Minister obrony: Bobby Molloy
- Minister sprawiedliwości: Gerry Collins
- Minister spraw zagranicznych: Michael O’Kennedy
- Minister środowiska[5]: Sylvester Barrett
- Minister pracy: Gene Fitzgerald
- Minister spraw Gaeltachtu: Denis Gallagher
- Minister edukacji: John P. Wilson
- Minister planowania gospodarczego i rozwoju[6]: Martin O’Donoghue